# Josep Maria Huertas Clavería
Josep Maria Huertas Clavería (Barcelona, 24 de noviembre de 1939-4 de marzo de 2007) fue un escritor y periodista español en lengua catalana y castellana.

## Trayectoria
Huertas era hijo del también periodista Josep Maria Huertas Ventosa, se educó en el Col·legi de Sant Miquel y fue militante de las Juventudes de Acción Católica. En 1963, comenzó sus estudios de Periodismo en la Escuela Oficial de Madrid, donde se licenció tres años después. En aquella época empezó a colaborar en la revista Signo y en el periódico El Correo Catalán. En 1966 fue uno de los impulsores del Grup Democràtic de Periodistes, una asociación que trabajó por la defensa de la libertad de prensa durante la dictadura franquista. Durante su vida profesional, Huertas escribió en diarios como El Periódico de Catalunya o La Vanguardia, y colaboró en diversas publicaciones, entre ellas Destino, Cuadernos para el diálogo y Oriflama.
Se calcula que escribió o colaboró en la redacción de 105 libros y más de 5.745 artículos, y es considerado por muchos periodistas de su generación como uno de los referentes contemporáneos del periodismo social y de proximidad, estando fuertemente vinculado a los movimientos sociales y a los problemas de los barrios de Barcelona. Por esta forma de entender el periodismo, en enero de 2002, la Diputación de Barcelona le concedió el Premio de Honor de la Comunicación Local, que esta institución entrega anualmente en la Fiesta de la Comunicación.
En 1975, Huertas sufrió la represión franquista al publicar en Tele/eXpres un reportaje que molestó a algunos cargos del ejército. El 23 de julio fue detenido y, más tarde, procesado por injurias, lo que motivó la primera huelga de prensa en España desde el final de la Guerra Civil. El denominado caso Huertas hizo del periodista un referente de la lucha antifranquista. Además, su condena fue la primera de las producidas durante el franquismo que fue anulada en democracia, ya que el 7 de septiembre de 2017, el Gobierno de Cataluña expidió el primer documento que acredita la anulación del juicio político que Huertas sufrió.
El 15 de mayo de 2006, Huertas fue elegido decano del Colegio de Periodistas de Cataluña, cargo que ocupó hasta su muerte, diez meses más tarde. En reconocimiento a su labor y trayectoria profesional, la organización barcelonesa creó en 2008 las becas Josep Maria Huertas, muy centradas en el periodismo de proximidad, cívico y social. El 29 de marzo de 2009, el Ayuntamiento de Santa Coloma de Gramanet le dedicó una nueva calle del barrio del Raval. El 1 de junio de 2013, el Ayuntamiento de Barcelona decidió poner el nombre de Josep Maria Huertas a una plaza del barrio de Poblenou en el sexto aniversario de su muerte.
En la madrugada del 4 de marzo de 2007, Huertas murió en el Hospital Clínico y Provincial de Barcelona al sufrir un derrame cerebral.

## Obra
La obra literaria de Huertas comprende más de 100 libros escritos en solitario, en equipo o como parte integrante de proyectos colectivos. La mayoría tratan sobre la realidad social e histórica de la ciudad de Barcelona, aunque también destacan las obras que dedicó a su profesión: el periodismo. El siguiente listado es una selección de sus libros más representativos.

### Libros sobre Barcelona
1. El Montjuïc del segle XX. con Jaume Fabre y Josep Martí Gómez. Barcelona: Pòrtic Editorial. 1969. ISBN 84-7306-003-2.
2. La Barcelona de Porcioles. obra colectiva (1ª edición, CAU 21 edición). Barcelona: Editorial Laia. 1973. ISBN 84-7222-8657.
3. Tots els barris de Barcelona. con Jaume Fabre, en ocho volúmenes. Barcelona: Edicions 62. 1976. ISBN 84-2971-1805.
4. Diàlegs a Barcelona. con Jaume Fabre. Barcelona: Editorial Laia. 1986. ISBN 84-2972-1444.
5. 50 veces Barcelona: guía de visita de la ciudad. con Carles Geli y Maria Favà; fotografías de Pepe Encinas. Ajuntament de Barcelona. 1995. ISBN 84-7609-766-2.
6. Els barris de Barcelona. obra colectiva en cuatro volúmenes. Barcelona: Enciclopèdia Catalana y Ajuntament de Barcelona. 1997-2000. ISBN 84-412-2772-1.
7. Montjuïc. Barcelona Parc Central. obra colectiva; Huertas escribió la introducción «Història d’una muntanya popular i impopular». Barcelona: Barcelona de Serveis Municipals SA. 2007. ISBN 84-7609-504-X.
8. Artpublic. libro digital con un catálogo de más de 1.000 esculturas de Barcelona. Artpublic: Ajuntament de Barcelona. 2007.

### Libros de Historia
1. Salvador Seguí, el Noi del Sucre: materiales para una biografía (3ª ed. edición). Barcelona: Laia. 1976.
2. Obrers a Catalunya: manual d'història del moviment obrer 1840-1975. Barcelona: L'Avenç. 1982. ISBN 84-85905-06-7.

### Libros sobre periodismo
1. Les tres vides de «Destino». con Carles Geli. Barcelona: Col·legi de Periodistes de Catalunya y Diputació de Barcelona. 1990. ISBN 84-404-6310-3.
2. «Mirador», la Catalunya impossible. con Carles Geli. Barcelona: Edicions Proa. 1998. ISBN 84-8256-855-8.
3. El Periodista: entre la indefinició i l'ambigüitat: evolució d'un concepte professional entre dos segles. Barcelona: Dèria Editors. 1998. ISBN 84-921035-8-2.
4. El plat de llenties: periodisme i transició a Catalunya (1975-1985). Barcelona: Col·legi de Periodistes de Catalunya. 2005. ISBN 84-933434-4-7.
5. Una història de «La Vanguardia». Barcelona: Angle Editorial. 2006. ISBN 84-96521-17-6.

### Memorias
1. Cada taula, un Vietnam. Barcelona: La Magrana. 1997. ISBN 84-7410-963-9.

## Reconocimientos
- Premi de Periodisme del Col·legi de Arquitectes (1970).
- Premi Ciutat de Barcelona (1977).
- Medalla d'Honor de la Ciutat de Barcelona (1988).
- Premi de Biografies, Autobiografies, Memòries i Dietaris Rovira i Virgili, con Carles Geli (1989).
- Premio Nacional de Periodismo de Cataluña (1990).
- Premio de Honor de Comunicación Local de la Diputación de Barcelona (2002).
- Premio Oficio de Periodista, otorgado por el Colegio de Periodistas de Cataluña (2005).[21]
- Medalla de Oro al Mérito Cultural del Ayuntamiento de Barcelona, otorgada a título póstumo (2007).[22]
- Premio Memorial Francesc Candel de la Fundación Paco Candel, otorgado a título póstumo (2008).[23]